# Michele Luminati
Michele Luminati (* 26. Januar 1960 in Poschiavo) ist ein Schweizer Rechtshistoriker.

## Leben
Luminati studierte Rechtswissenschaft an der Universität Zürich, wo er 1995 mit einer Dissertation zum Katastrophenmanagement im 18. Jahrhundert in Sizilien promovierte. Während der folgenden Tätigkeit als Oberassistent in Zürich habilitierte er sich mit einer Arbeit zur Geschichte der italienischen Justiz nach 1945. An der Universität Luzern ist er seit 2002 tätig, zunächst als Extraordinarius, seit 2004 als ordentlicher Professor für Rechtsgeschichte, juristische Zeitgeschichte und Rechtstheorie. 2008 ernannte ihn die Universität Zürich zum Titularprofessor. Von 2013 bis 2016 war er Direktor des Istituto Svizzero di Roma.
Seine Forschungsschwerpunkte sind Verfassungs- und Verwaltungsrechtsgeschichte der Neuzeit, Stadtgeschichte Italiens, europäische Justizgeschichte im 19. und 20. Jahrhundert, Strafrechtsgeschichte der Schweiz und Justiztheorie.

## Schriften (Auswahl)
- Erdbeben in Noto. Krisen- und Katastrophenbewältigung im Barockzeitalter. Zürich 1995, ISBN 3-7255-3327-X.
- Priester der Themis. Richterliches Selbstverständnis in Italien nach 1945. Frankfurt am Main 2007, ISBN 3-465-04035-X.
- als Herausgeber mit Ulrich Falk und Mathias Schmoeckel: Mit den Augen der Rechtsgeschichte. Rechtsfälle – selbstkritisch kommentiert. Zürich 2008, ISBN 3-8258-0370-8.
- als Herausgeber mit Wolfgang W. Müller und Enno Rudolph: Spielräume und Grenzen der Interpretation. Philosophie, Theologie und Rechtswissenschaft im Gespräch. Basel 2010, ISBN 978-3-7965-2673-2.